# ثرثار كبوشي
الثرثار الكَبُوْشِيّ هو نوع من الطيور ينتمي لفصيلة البهدليات.